# خمسون باني
عملة الخمسين باني هي عملة من الليو الروماني. وهي أيضًا العملة الرومانية الوحيدة التي لا تعتمد على الفولاذ، بل مصنوعة بالكامل من سبيكة معدنية، وكانت أول عملة في البلاد تحمل نقشًا مكتوبًا على حافتها، مع طرح أربع عملات جديدة عام 2019.
بالإضافة إلى رومانيا، سكت العملة المعدنية في المملكة المتحدة (1867)، وبلجيكا (1894، 1910-1912 و1914)، وألمانيا (1900-1901، 1910-1911 و1914)، وسويسرا (1921)، والمجر (1947)، وروسيا (1952).

## التاريخ

### مملكة رومانيا

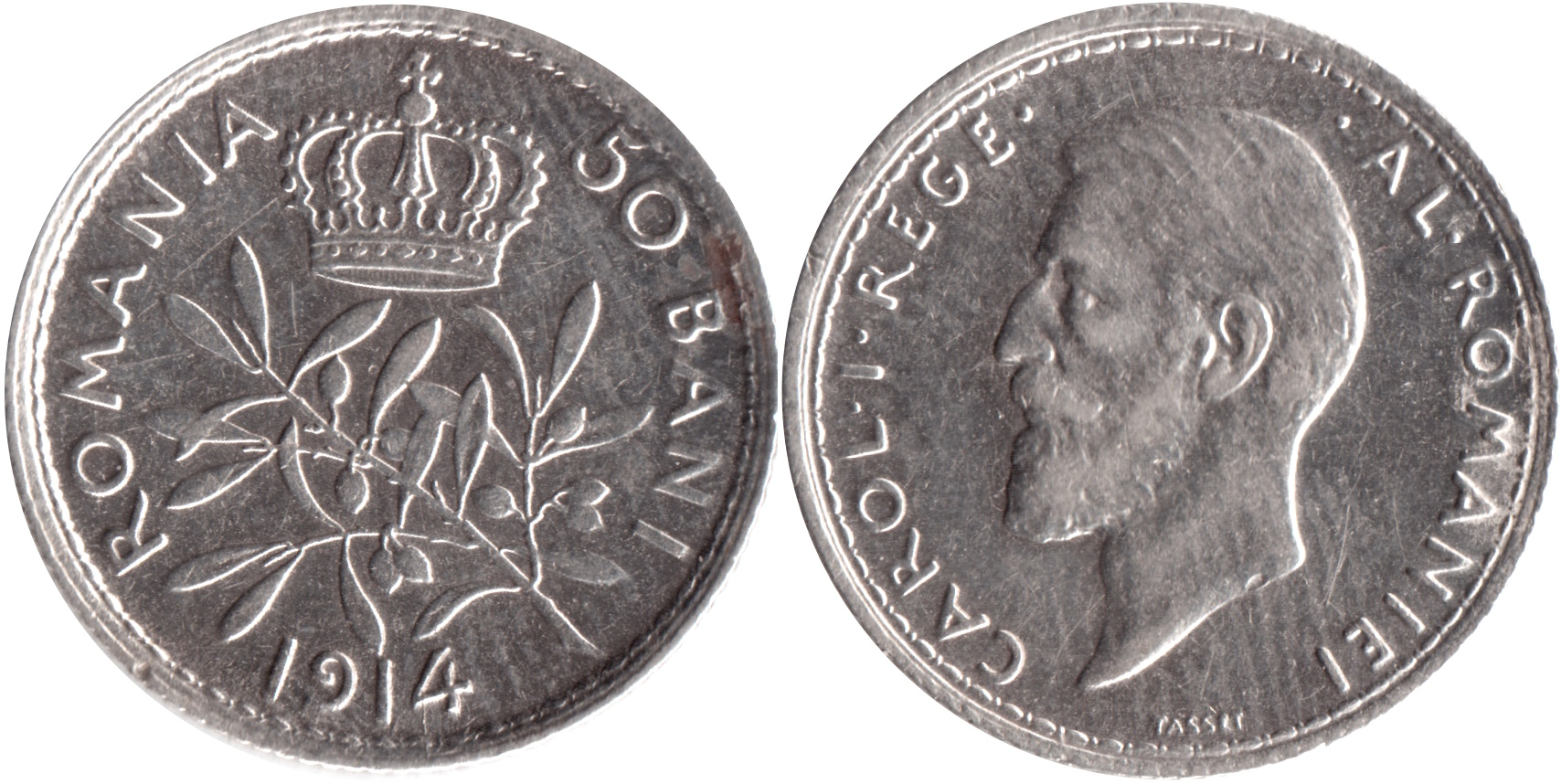
عملة 50 باني من عام 1914

لم تتضمن عملة الخمسين باني في أول مجموعة عملات عشرية في رومانيا، والتي سكت عام 1867 في برمنغهام، إنجلترا. قدمت الفئة في عام 1873 كعملة بقطر 18 مم ووزن 2.5 جرام. كانت 83.5٪ فضة و 16.5٪ نحاس. تميز الوجه بالتاج الروماني والتاريخ تحته، داخل إكليل من الغار وأغصان البلوط. أسفل الإكليل كان اسم النقاش STERN، وفي الجزء العلوي من العملة كانت علامة دار السك في بروكسل، بلجيكا، حيث سكت. كانت علامة السك هي صورة شفيع بروكسل، القديس ميخائيل. كان على الوجه الخلفي اسم البلد والفئة داخل إكليل أصغر من نفس المظهر. في عام 1873، إصدرت 4.81 مليون من العملة. سُكّت العملة المعدنية الأخرى الوحيدة عام 1876، وبلغ عدد عملاتها 2,116,980 عملة من نفس الدار. عُرفت هذه العملة في منطقة مولدوفا الرومانية ( مولدوفا حاليًا) باسم "دوتسا"، نسبةً إلى العملات الفضية البولندية والروسية المتداولة في رومانيا. أما في منطقة والاشيا، فقد عُرفت باسم "بانكوتغا".
كانت الخمسون باني الثانية هي الأولى التي تحمل صورة ملك روماني. وقد سُكّت في عام 1881 فقط وبنفس مواصفات الإصدار الأول. وظهر على الوجه صورة كارول الأول ملك رومانيا متجهًا إلى اليسار. وكان نقشه CAROL I DOMNUL ROMANIEI (كارول الأول أمير الرومانيين) وكان لقب النقاش، كولريش، مكتوبًا أسفله. وظهر على الوجه الآخر شعار النبالة الروماني، مع تقسيم التاريخ على كل جانب. وكان اسم الدولة أعلى الشعار والفئة أسفله. وأسفل شعار النبالة على اليسار كانت علامة سك العملة "V" لمدينة فيينا، النمسا حيث سكت جميع العملات المعدنية البالغ عددها 1,000,000 قطعة. وفي الأسفل على اليمين كانت هناك حبة قمح تمثل دار سك العملة في بوخارست.

### إمارة رومانيا
في عام 1884، بدأ سكّ عملة ثالثة من فئة خمسين باني في بوخارست، عاصمة رومانيا، بنفس أبعاد وتركيب العملتين السابقتين. نُقش على وجه كارول الأول عبارة "كارول الأول ملك الرومانيين" (CAROL I REGE AL ROMANIEI). أما الوجه الآخر، فكان يحمل القيمة والتاريخ في إكليل من الغار والبلوط. صدرت مليون عملة، مع أو بدون علامة "B" في دار السك. في عام 1885، صدرت 200 ألف عملة، وكانت الصورة مختلفة قليلاً.

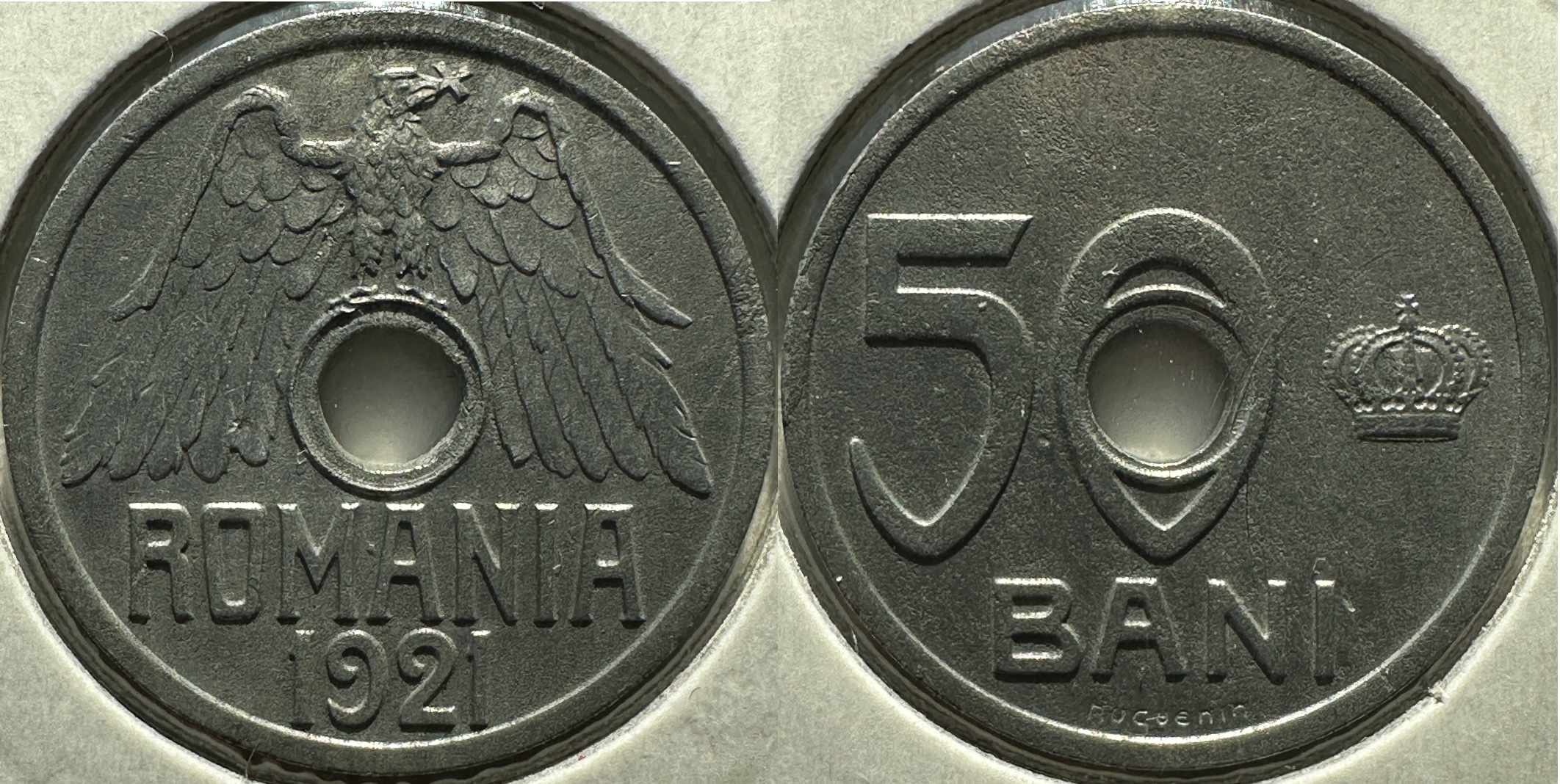
عملة 50 باني من عام 1921

سُكّت عملة رابعة من فئة خمسين باني عام 1894 في بروكسل، بلجيكا، بنفس المواصفات. ونحت الفنان أ. شارف، الذي ورد اسمه أدناه، صورة كارول الأولى الجديدة. في عام 1894، طُبعت 600,000 قطعة. وكان سكّ العملة التالي عام 1900، وسُكّ منها 3.838 مليون قطعة في هامبورغ، ألمانيا. كان لهذه العملات، بالإضافة إلى 194,205 قطعة سُكّت في المدينة نفسها في العام التالي، قطر أوسع بلغ 18.5 ملم.

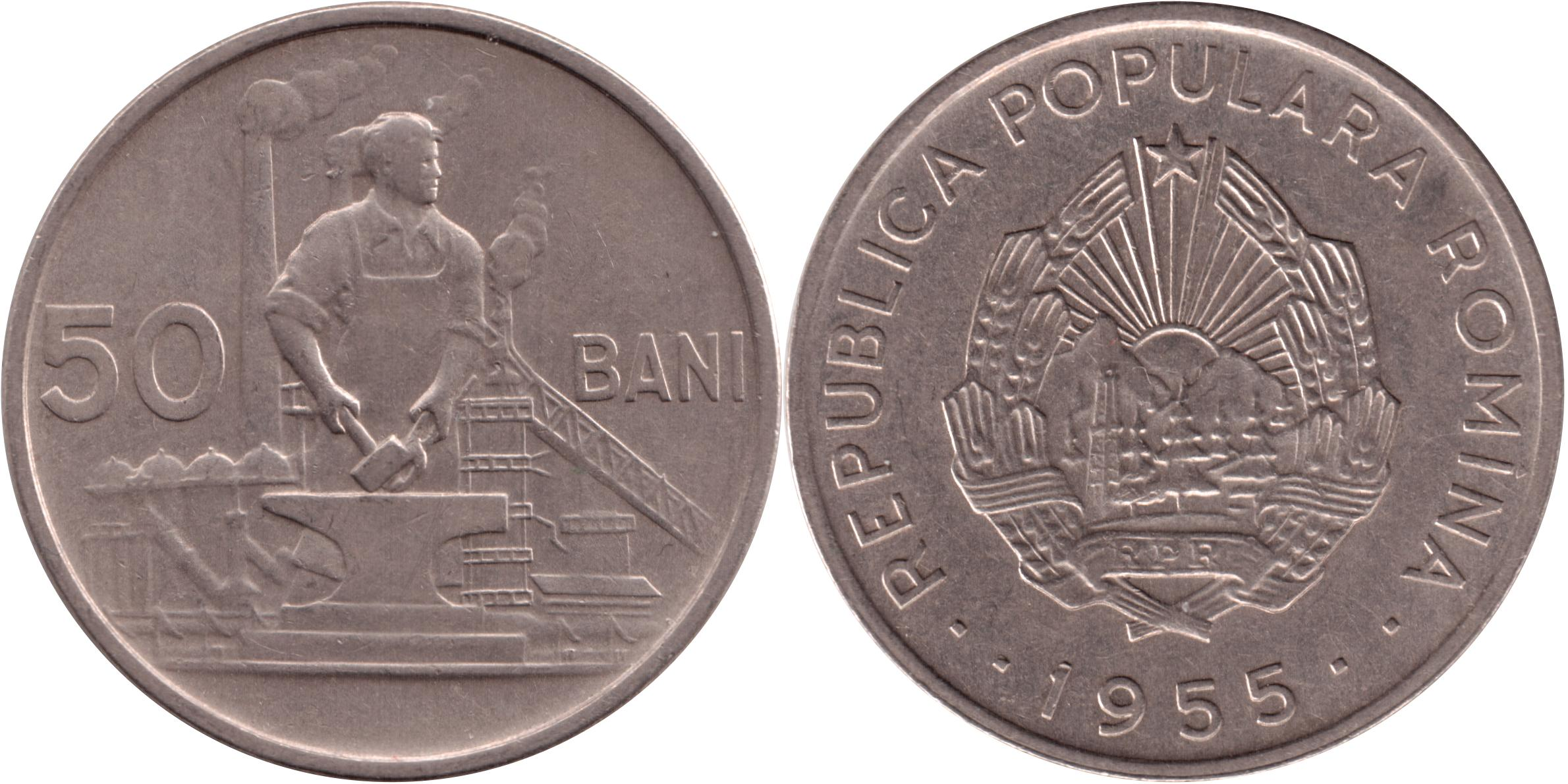
عملة 50 باني من عام 1955

العملة المعدنية الخامسة من الفئة سُكّت من عام 1910 إلى عام 1914 (باستثناء عام 1913). حافظت على قطر 18 مم لعملات الخمسين باني السابقة واحتفظت بنفس التركيب. سكت العملات المعدنية في بروكسل وهامبورغ، والفرق هو أن العملات المعدنية التي ضربت في بروكسل كان بها 101 قصبة على الحافة مقارنة بـ 120 من هامبورغ. وضع النحات الجديد، تاسيت، اسمه أسفل صورة كارول الأول على الوجه. تميز الوجه الآخر بتاج رومانيا فوق أغصان الزيتون، مع اسم الدولة على اليسار والفئة على اليمين والتاريخ أدناه. على الرغم من أنها ليست عضوًا في الاتحاد النقدي اللاتيني، وافقت رومانيا على أوزانها ومقاييسها التي تهدف إلى إنشاء عملة عالمية في جميع أنحاء أوروبا. تشترك الخمسين باني من عام 1910 إلى عام 1914 في العديد من أوجه التشابه مع ½ فرنك الفرنسي في نفس الوقت.
سُكّت خمسون باني سادسةً حصريًا عام 1921، وأُنتجت ثلاثون مليونًا منها في لو لوكل، سويسرا، بواسطة شركة هوغينين فرير (الأخوة) وشركاؤهم. كان قطر العملة 21 مم، وبها ثقب في المنتصف، ووزنها 1.203 غرام، لأنها مصنوعة بالكامل من الألومنيوم. كان الثقب ٤ مم أو 4.5 مم، حسب القطعة. على الوجه، كان هناك نسر من شعار النبالة الروماني، يحمل صليبًا مسيحيًا في منقاره، واقفًا فوق الثقب. اسم الدولة مكتوب أسفله. على الوجه الآخر، كانت هناك الفئة النقدية، مع الرقم 0 من 50 المحيط بالثقب. وُضع التاج الروماني على يمين الثقب. ووُضعت علامة دار السك "هوجينين" أسفل الوجه الآخر.
بعد الإصلاح النقدي في 15 أغسطس 1947، أصبح 20,000 ليو قديم ليوًا جديدًا، وأُعيد طرح عملة معدنية من فئة خمسين باني لفترة وجيزة. كان قطرها 16 مم ووزنها 1.7 جرام. صُنعت العملة من 80% نحاس و19% زنك و1% نيكل. تميز وجهها الأمامي بالتاج الروماني في المنتصف، مع اسم الدولة في الأعلى والتاريخ في الأسفل. تميز الوجه الخلفي بالفئة. سكت العملة المعدنية في بوخارست وبودابست، المجر، إلى حد 13.4 مليون عملة معدنية. ومع ذلك، في 30 ديسمبر 1947، أجبر الشيوعيون النظام الملكي في رومانيا على الخروج.

### جمهورية رومانيا الشعبية

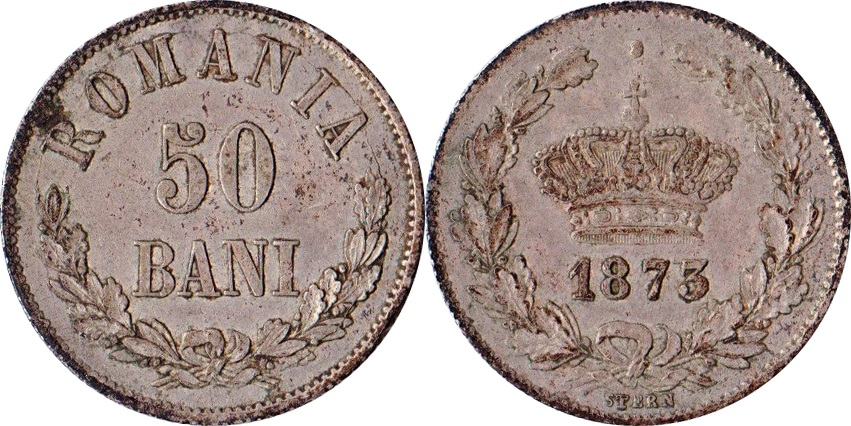
عملة 50 باني من عام 1873

المرة الوحيدة التي سُكّت فيها خمسون باني خلال الحكم الشيوعي لرومانيا كانت في عامي 1955 و1956 خلال جمهورية رومانيا الشعبية. كانت العملة المعدنية بقيمة ٢٥ مم في القطر، وزنها 4.55 g وكانت مصنوعة من النيكل النحاسي. تميز الوجه بشعار النبالة الشيوعي لرومانيا والنقش المحيط به REPUBLICA POPULARA ROMÎNA (جمهورية رومانيا الشعبية). وعلى الرغم من وجود علامة الإحاطة على الحرف "I" في كلمة "ROMINA"، إلا أن النقش كان غير دقيق، حيث كان ينبغي وضع علامات على الحرف "A" في كلمتي "POPULARA" و"ROMINA". تميز الوجه الآخر بعامل ذكر يصنع ملقطًا على سندان، مع خلفية من مداخن مدخنة وأحزمة ناقلة وصوامع. قسمت الفئة على جانبي الصورة. إنتجت العملة المعدنية في بوخارست، بمبلغ 16.7 مليون في عام 1955 و11.4 مليون في عام 1956.
|                                |       |
| وجه العملة                     | العكس |
| العدد الأصلي (2005 - حتى الآن) |       |

### رومانيا
في الأول من يوليو/تموز 2005، أعادت رومانيا تقييم عملتها بسعر 10,000 ليو قديم مقابل ليو جديد واحد. وهكذا، حلت عملة الخمسين باني الجديدة محل عملة الخمسة آلاف ليو القديمة، التي كانت أكبر فئة. كانت الإصدارات الأولى من العملة الصادرة عام 2005 أضيق قطرًا بمقدار 0.15 مم، حيث بلغ قطرها 23.6 مم. وبيعت العملة للمتاجر الكبيرة في لفات من خمسين عملة.
|                         |       |
| وجه العملة              | العكس |
| أوريل فلايكو (عدد 2010) |       |

صدرت في 25 أكتوبر 2010 عملة تذكارية تحمل صورة رائد الطيران الروماني أوريل فلايكو، وذلك احتفالًا بالذكرى المئوية لرحلته الأولى عام 1910. حمل وجه العملة صورة فلايكو، واسمه في الزاوية العلوية اليسرى وتاريخ عام 1910. وفي الأسفل، وُضعت طائرته مع سنوات حياته (1882-1913). أما الوجه الآخر، فقد جمع عناصر الوجهين والوجهين المعتادين؛ حيث تقاطع التاريخ والفئة وشعار النبالة واسم الدولة بخطوط أفقية. صدرت عملات معدنية من فئة خمسة آلاف.
|                          |       |
| وجه العملة               | العكس |
| ميرسيا الأكبر (عدد 2011) |       |

في 12 سبتمبر 2011، صدرت عملة تذكارية ثانية ضمن سلسلة عن الفن المسيحي في العصر الإقطاعي. كان وجه العملة يحمل صورة ميرسيا الأكبر، وقد سُكب بشكل غير مركزي مثل العملات المعدنية المطروقة في العصور الوسطى. نُقش عليها "ميرسيا سيل باتران" (MIRCEA CEL BATRAN) ، وحُددت عليها أيضًا سنوات حكمه (1386-1418). أما الوجه الآخر، فقد حمل صورة دير كوزيا بين الرقمين "0" و"50"، مع اسم الدولة مكتوبًا بخط العصور الوسطى في الأعلى، والسنة على اليسار، وشعار النبالة في الأسفل. صدرت خمسة ملايين عملة، بالإضافة إلى 500 عملة معدنية من فئة 200 ليو، مصنوعة من الذهب الخالص.